# Azərpoçt
Azərpoçt es la empresa responsable del servicio postal en Azerbaiyán.
Azərpoçt fue fundada el 29 de septiembre de 1999 por el Ministerio de Comunicaciones de Azerbaiyán, mediante la orden "Número 151" titulada "Sobre la continuación de las reformas y la mejora de una estructura en el campo de las comunicaciones postales". Reemplazó a la anterior "Azərpoçt İstehsalat Birliyi" (Unión de Producción Postal de Azerbaiyán) que se había creado tras la caída de la Unión Soviética en 1991. Azərpoçt se convirtió en el operador postal nacional en 2004 y cubre todos los territorios de Azerbaiyán.
Azərpoçt tiene 4 sucursales afiliadas. Se trata de servicios de clasificación y soporte técnico, correo urgente y comunicaciones especiales. Azərpoçt en sí tiene 71 sucursales. Estas brindan servicios postales y algunos servicios comerciales a los clientes a través de las oficinas de correos. En Azərpoçt hay unas 1.500 oficinas de correos, que dependen de las sucursales y prestan principalmente servicios postales.

## Servicios
- Servicios postales o de paquetería tradicionales
- Servicios no tradicionales (bancos, seguros, etc.)
- Servicios financieros: pagos electrónicos (pensiones, bienestar social, transferencias de dinero, etc.), cobro de pagos (pagos de servicios públicos, impuestos), depósitos (a plazo y sin plazo), venta de otros productos de ahorro, mejora del sistema de giros postales existente, emisión de tarjetas de débito (sobre la base de los depósitos de los clientes) y la fecha de nacimiento.
- Servicios de gobierno electrónico: emisión de diversos certificados, documentos comerciales y personales por parte de los órganos ejecutivos locales y centrales,
- Pago de impuestos, derechos y otras tasas a los órganos ejecutivos locales y centrales;
- Servicios electrónicos de negocios, comercio electrónico, apertura de correo electrónico y cibercorreo, acceso a la red de Internet, información y bases de datos electrónicas.[2]

## Historia
El primer sistema de comunicación postal sistematizado dentro de las fronteras actuales de Azerbaiyán fue creado en 1501 por Ismaíl I, el sah del Irán safávida, para mejorar la economía, proteger al país de los enemigos, establecer un sistema de gestión estatal sólido y recopilar información de las zonas remotas del país.
El sistema postal moderno llegó a Azerbaiyán a principios del siglo XIX, cuando formaba parte del Imperio ruso, y la primera oficina de correos se abrió en 1818 en Elizavétpol (actual Ganja). La primera comunicación postal se creó en Azerbaiyán el 1 de junio de 1818. Más tarde, se organizaron expediciones postales en Bakú en 1826, y en Najicheván el 12 de marzo de 1828. El 15 de junio de 1830, se estableció una oficina de correos de primer nivel en Shamaji y Shusha con el objetivo de desarrollar las conexiones económicas entre Rusia y el Transcaucasia. Las primeras oficinas de correos aparecieron en Azerbaiyán durante la década de 1830 (de primera clase en Shusha, Shamaji, Bakú y Najicheván, de segunda clase en Ganja y Quba).
El uso del ferrocarril para la entrega de envíos postales entre Bakú y Tiflis el 9 de mayo de 1883, y entre Bakú y Derbent en 1900 fueron dos hitos para posteriores desarrollos en el servicio postal. La primera entrega de correo entre los puertos de Transcaucasia e Irán (Rasht y Astarabad) sobre el Mar Caspio tuvo lugar en 1861. La comunicación postal entre Tiflis y Julfa se estableció para apoyar el comercio de tránsito de Irán entre 1863 y 1972. La República Democrática de Azerbaiyán (1918–1920) estableció el Ministerio de Correos y Telégrafos el 6 de octubre de 1918. El 15 de marzo de 1919, se organizó el intercambio de envíos postales, giros postales, cartas valiosas y paquetes entre Azerbaiyán y Georgia. Las relaciones post-telegráficas entre Azerbaiyán e Irán tuvieron lugar el 6 de abril de 1920. El 28 de abril de 1920, el Ejército Rojo invadió Azerbaiyán y el país pasó a formar parte de la Unión Soviética con el nombre de República Socialista Soviética de Azerbaiyán.
Durante la Segunda Guerra Mundial, para desarrollar la economía y las condiciones sociales de la población, era necesario aumentar los servicios postales. Así, en ese período, las redes de comunicación postal se multiplicaron por nueve y llegaron a ser 524 en comparación con 1920, de las cuales 402, es decir, el 76,7%, estaban ubicadas en las aldeas.
En 1945, se celebró en Bakú la Expedición Postal Internacional, cuyo objetivo era garantizar el movimiento de paquetes internacionales, así como su protección y control. Ese mismo año, la distancia de los envíos postales por vía aérea nacional era de 1042 km.
En los años 50, en comparación con los años 40, el intercambio de cartas aumentó en un 140%, los paquetes en un 80%, los giros postales en un 237%, los periódicos en un 80% y el número de buzones de correos aumentó hasta 3000.
En 1955, la longitud total de las rutas postales era de unos 8668 km. La capacidad de entrega por vía aérea era de 736,1 toneladas y por vía marítima, de 4212 toneladas.
En 1970, en comparación con 1940, el número de establecimientos postales se triplicó y llegó a 1590 (sobre todo en las zonas rurales, 1171), el número de correspondencia postal se triplicó y llegó a 75 millones, el de paquetes se duplicó y el de periódicos, 6,5 veces, la distancia de las rutas postales se triplicó (llegó a 20023 km), el número de rutas de automóviles se multiplicó por nueve y llegó a 1705 mil km. Este proceso se considera como la reducción de las rutas de carros de caballos.
En 1991, tras el colapso de la Unión Soviética, la Unión de Producción "Azerpost" sustituyó al antiguo sistema postal y comenzó a organizar las comunicaciones postales y eléctricas y a prestar servicios en Azerbaiyán.
La empresa "Azerpost" SE, como sucesora de la PU "Azerpost", fue fundada por orden del Ministerio de Comunicaciones del 23 de septiembre de 1999, n.º 151 "Sobre la continuación de las reformas y la mejora de la estructura en el ámbito de las comunicaciones postales". La empresa se fundó sobre la base de la Unión de Producción "Azerpost" y se convirtió en su sucesora legal.

## Estructura de la organización
- Centro de Clasificación
- "Azərekspresspost" CU
- Centro Especial de Comunicación
- Centro de Apoyo Técnico

"Azərpoçt" SE constaba de 63 sucursales de correos, 1537 oficinas de correos y 130 agencias de correos.